# 领主广场 (维罗纳)
45°26′36.79″N 10°59′53.48″E / 45.4435528°N 10.9981889°E

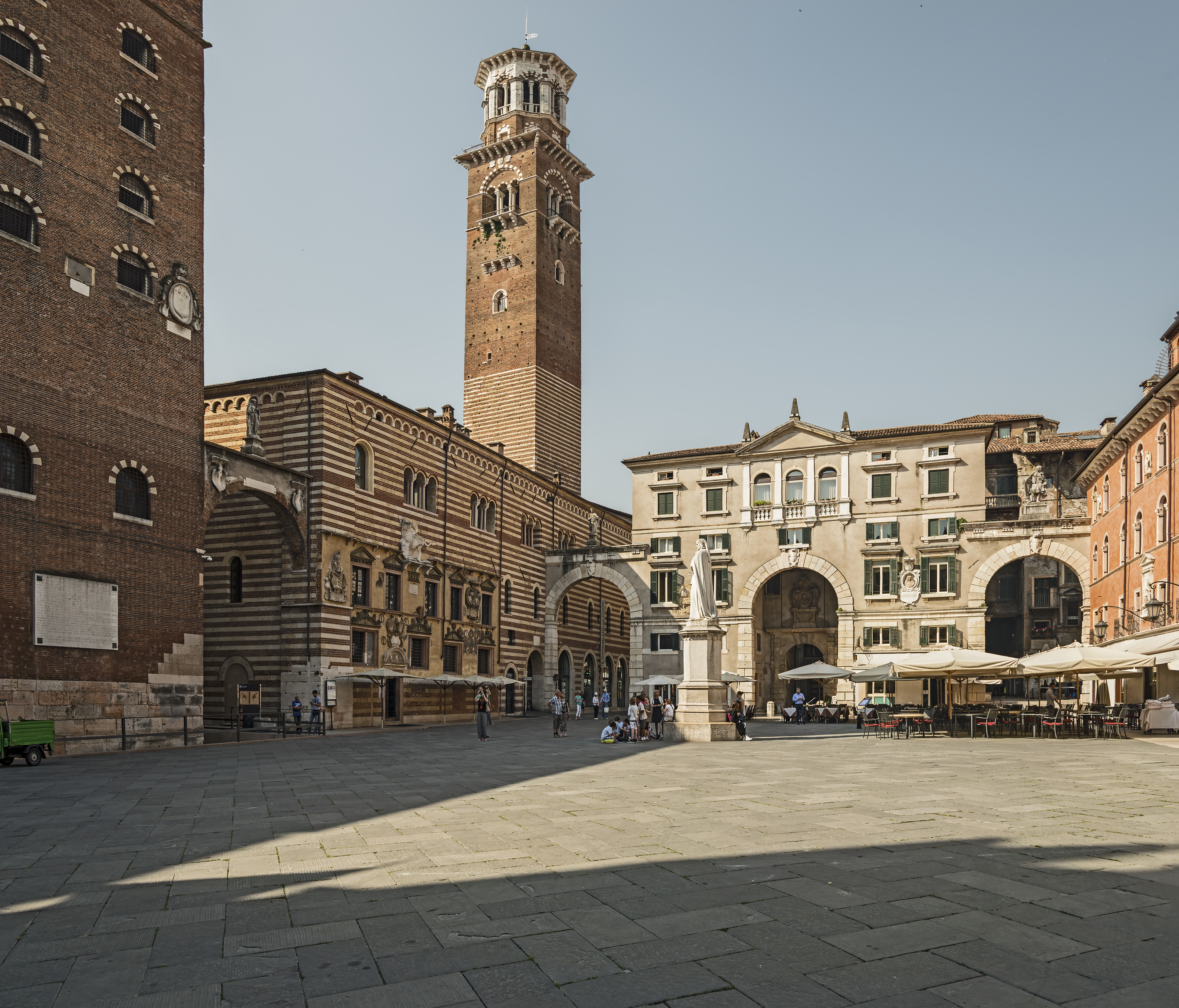
市政会凉廊和市长官邸

领主广场（Piazza dei Signori），也称为但丁广场（Piazza Dante），是维罗纳历史中心的一个广场，毗邻百草广场（Piazza delle Erbe）。
领主广场开辟于中世纪，承担政治职能。这个广场由拱廊和凉廊将建筑物联系在一起。
每个星期三晚上，数百名年轻人和大学生选择领主广场作为聚会和交往的地点，在此弹奏吉他，跳弗拉门戈舞，成为维罗纳新的社会现象，在夏季吸引了许多游客。 

## 建筑

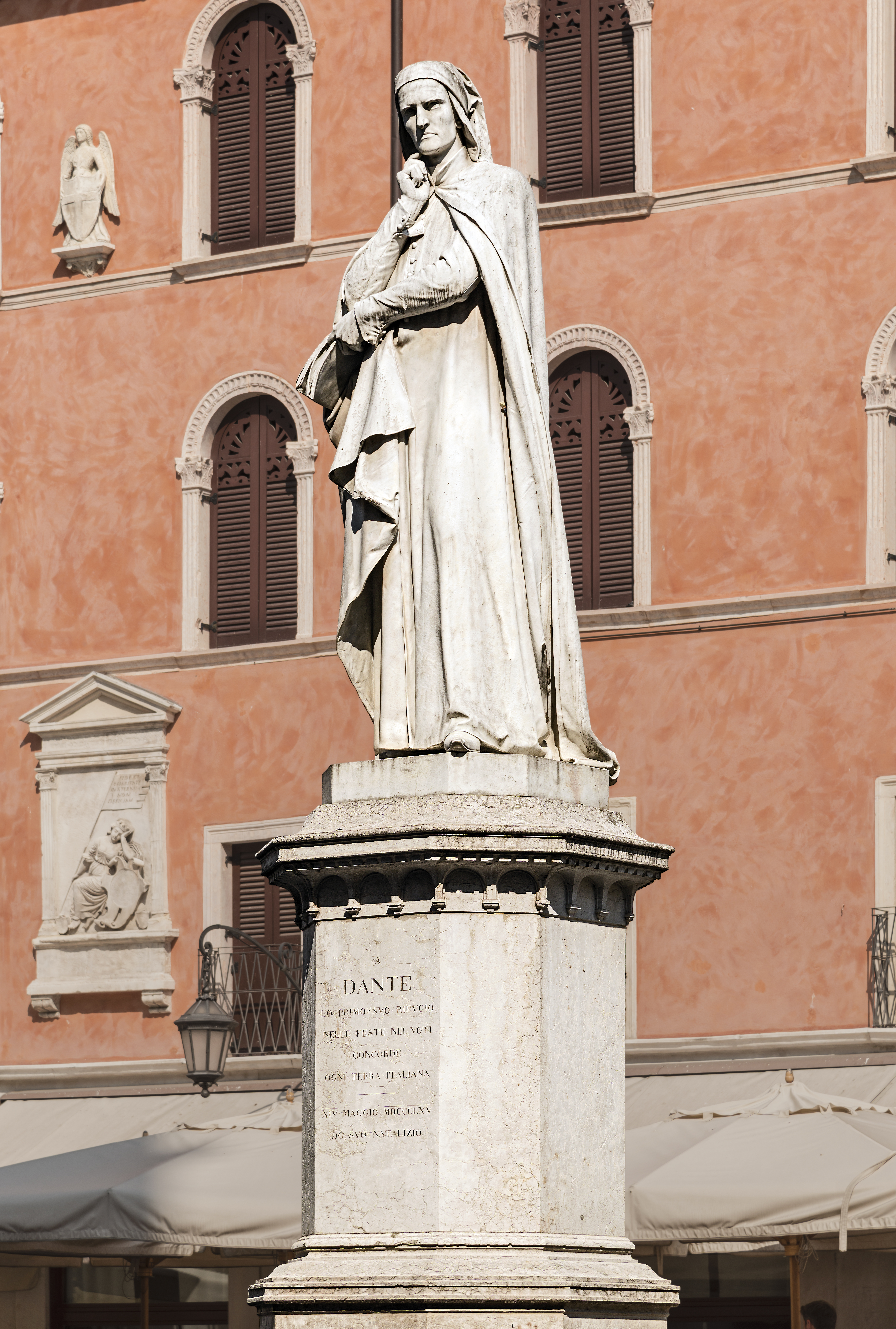
但丁雕像

- 维罗纳市政宫（Palazzo del Comune）：建于12世纪末，立面在19世纪末有所改动。
- 康西纽利欧宫（Palazzo di Cansignorio）：在市政厅旁，原来的中世纪建筑只留下了塔楼，立面其余部分建于16世纪，1687年又增建。
- 老圣母教堂（Chiesa di Santa Maria Antica）：康西纽利欧宫旁，半隐藏的小教堂，为斯卡拉家族所喜爱。
- 执政官官邸（Palazzo del Podestà）建于1404年
- 市政会凉廊（Loggia del Consiglio），传统上称为焦孔多凉廊，位于执政官官邸旁，建成于1476年。
- 但丁纪念碑：在广场中央，竖立于1865年5月14日，但丁诞生600周年之际，由乌戈·赞诺尼用卡拉拉大理石雕刻。

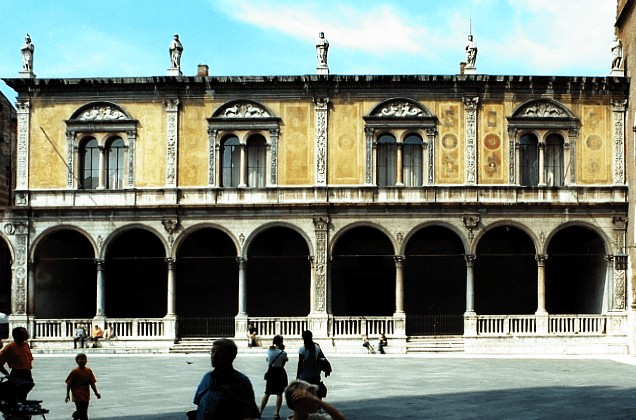
市政会凉廊
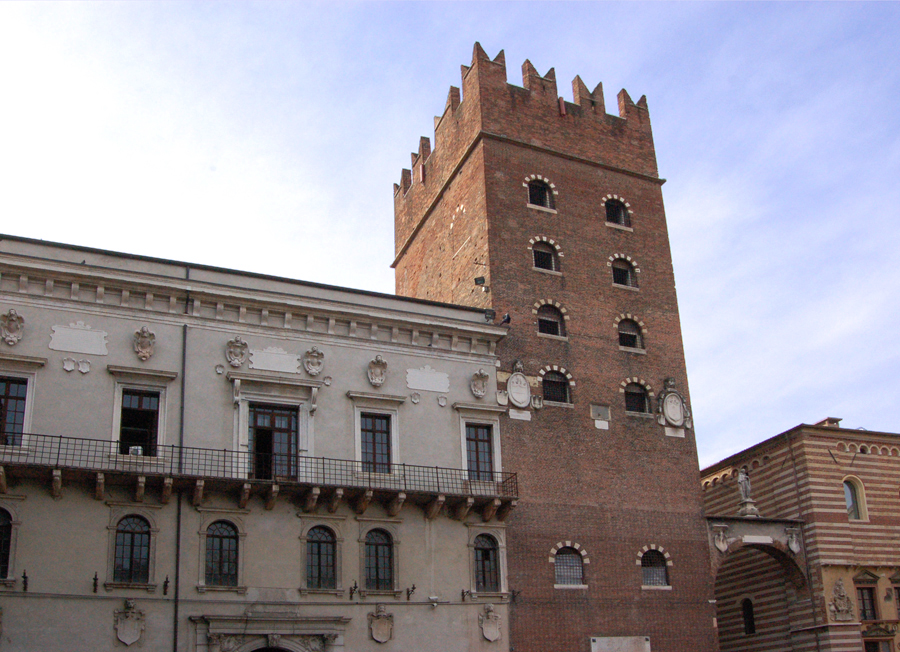
康西纽利欧宫
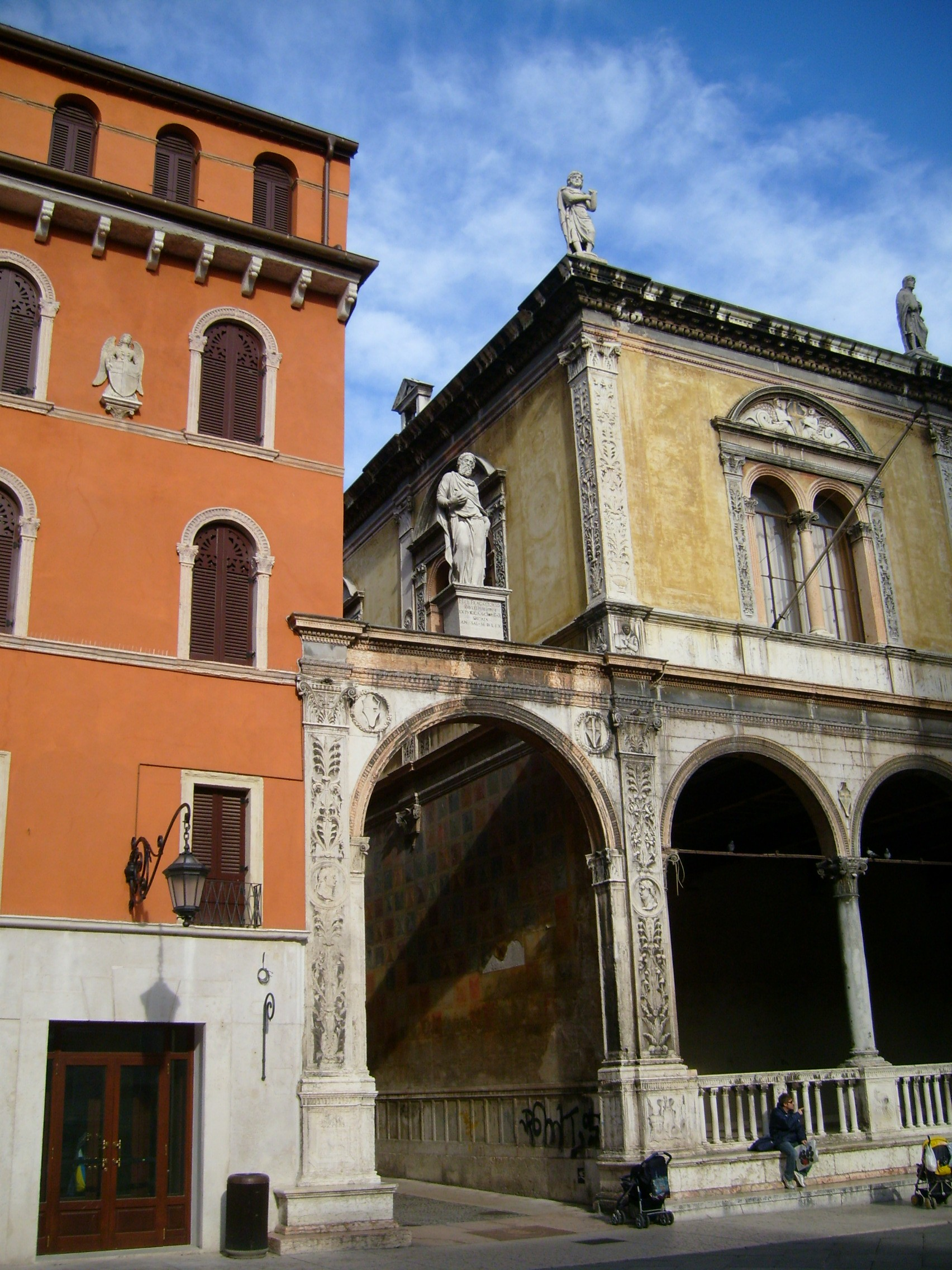
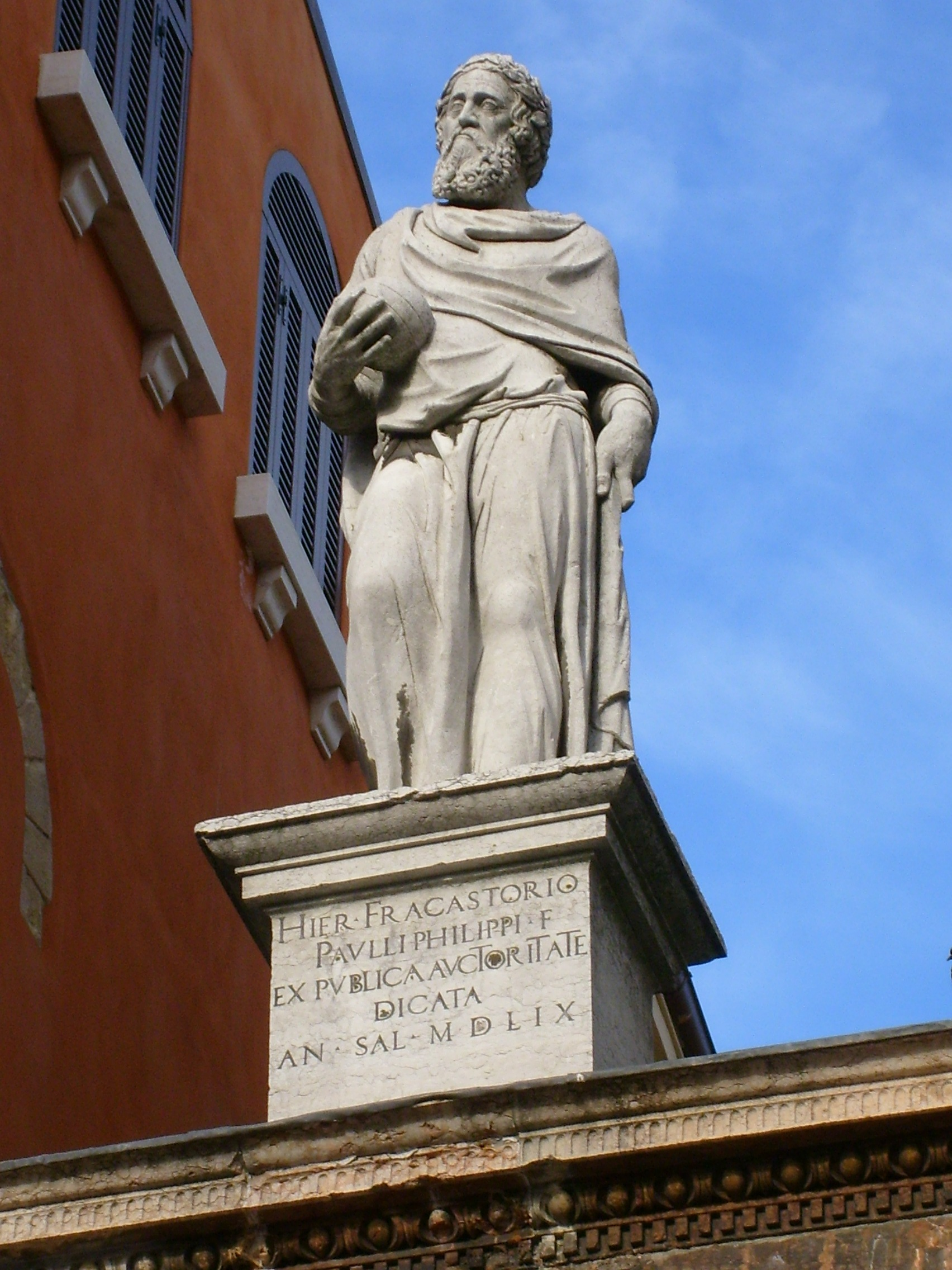
雕像